# Jetpur Virani
Jetpur Virani fou una branca del principat de Jetpur, originada en Viro, el fill gran del fundador de l'estat Naja Desa. La branca es va subdividir; les branques de Jetpur Vadia i Jetpur Naja Kala, i subbranques de Jetpur Oghad Virani i Jetpur Khantad Virani, deriven d'aquesta branca.